# Сасимович, Владимир Николаевич
Владимир Николаевич Сасимович (бел. Уладзімір Мікалаевіч Сасімовіч; род. 14 сентября 1968, Ильинка, Витебская область) — советский и белорусский легкоатлет, специалист по метанию копья. Выступал за сборные СССР, СНГ и Белоруссии по лёгкой атлетике в 1986—2000 годах, обладатель бронзовой медали чемпионата мира, многократный победитель и призёр первенств национального значения, действующий рекордсмен Белоруссии, участник двух летних Олимпийских игр. Мастер спорта СССР международного класса.

## Биография
Владимир Сасимович родился 14 сентября 1968 года в деревне Ильинка Толочинского района Витебской области Белорусской ССР.
Начал заниматься лёгкой атлетикой в 1983 году, проходил подготовку в Минске — представлял добровольное спортивное общество «Трудовые резервы».
В 1985 году окончил Республиканскую школу-интернат спортивного профиля.
Впервые заявил о себе в метании копья на международном уровне в сезоне 1986 года, когда вошёл в состав советской сборной и выступил на юниорском мировом первенстве в Афинах — с мировым рекордом среди юниоров 78,84 превзошёл здесь всех соперников и завоевал золотую медаль. За это выдающееся достижение по итогам сезона удостоен почётного звания «Мастер спорта СССР международного класса».
В 1987 году получил серебряную награду на юниорском европейском первенстве в Бирмингеме, уступив только британцу Стиву Бакли.
В 1989 году взял бронзу на чемпионате СССР в Горьком.
В 1990 году стал бронзовым призёром на зимнем чемпионате СССР по метаниям в Адлере.
В 1991 году одержал победу на чемпионате страны в рамках X летней Спартакиады народов СССР в Киеве, завоевал бронзовую медаль на чемпионате мира в Токио, был вторым в Финале Гран-при IAAF в Барселоне.
На Кубке мира 1992 года в Гаване представлял Объединённую команду, собранную из спортсменов бывших советских республик — в личном зачёте метания копья стал третьим.
После распада Советского Союза Сасимович остался действующим спортсменом и продолжил принимать участие в крупнейших международных стартах в составе белорусской национальной сборной. Так, в 1993 году он представлял Белоруссию на чемпионате мира в Штутгарте, где занял итоговое седьмое место.
В 1994 году был восьмым на чемпионате Европы в Хельсинки.
В 1995 году выиграл бронзовую медаль на открытом зимнем чемпионате России по длинным метаниям в Адлере, тогда как на соревнованиях в финском Куортане установил ныне действующий национальный рекорд Белоруссии в метании копья — 87,40 метра. Также участвовал в чемпионате мира в Гётеборге.
В 1996 году стал серебряным призёром на открытом зимнем чемпионате России по длинным метаниям в Адлере. Благодаря череде удачных выступлений удостоился права защищать честь страны на летних Олимпийских играх в Атланте — на предварительном квалификационном этапе провалил все три свои попытки и в финал не вышел.
В 1997 году стал чемпионом Белоруссии в метании копья, выступил на чемпионате мира в Афинах.
В 1998 году стартовал на чемпионате Европы в Будапеште.
В 1999 году отметился выступлением на чемпионате мира в Севилье.
В 2000 году вновь выиграл белорусский национальный чемпионат, на Олимпийских играх в Сиднее показал результат 78,04 метра, чего оказалось недостаточно для преодоления предварительного квалификационного этапа.
В 2003 году в третий раз стал чемпионом Белоруссии в метании копья, рассматривался в качестве кандидата на участие в Олимпийских играх в Афинах, но провалил допинг-тест — в его пробе обнаружили следы анаболического стероида станозолола. В итоге спортсмена отстранили от участия в соревнованиях сроком на два года, и в связи с дисквалификацией он завершил карьеру.